# Ministère de la Santé publique et de la Population (Haïti)
Le Ministère de la Santé publique et de la Population (MSPP) est un ministère du gouvernement d'Haïti chargé de la santé publique en Haïti.
Le ministère a été fondé en Septembre 1945. 

## Missions
Garantir à tous les citoyens, sans distinction, le droit à la vie, à la santé et leur procurer, dans toutes les collectivités territoriales, les moyens appropriés pour la protection, le maintien et le rétablissement de leur santé.
Assurer la réduction de la morbidité et de la mortalité, liées aux principaux problèmes de santé identifiés, grâce à un système de santé adéquat, efficient, accessible et universel.
Pour ce faire, ses objectifs principaux sont:
- Établir un système de santé capable d’assurer la couverture sanitaire totale du pays et de satisfaire les besoins essentiels de la population en matière de santé tout en promouvant l’articulation des médecines moderne et traditionnelle.
- Surveillance et garantir de la qualité de l’état de santé de la population
- Assurer un financement adéquat du système de santé
- Rationaliser l’utilisation des ressources disponibles.
- Mettre en place un système d’urgences capable de donner des réponses structurées aux dommages dus aux événements naturels ou autres.